# Rho de l'Ossa Major
Rho de l'Ossa Major (ρ Ursae Majoris) és un estel de magnitud aparent +4,78 enquadrat a la constel·lació de l'Ossa Major. Al costat d'altres estels de la constel·lació, com Muscida (ο Ursae Majoris) i π² Ursae Majoris entre unes altres, formava l'asterisme àrab Al Ṭhibā᾽, «la gasela». D'acord a la nova reducció de les dades de paral·laxi d'Hipparcos, s'hi troba a 315 anys llum del sistema solar.
Rho Ursae Majoris és una gegant vermella de tipus espectral M3III. La seva temperatura superficial és de 3.279 K i llueix amb una lluminositat, una vegada considerada la correcció bolomètrica, 402 vegades superior a la lluminositat solar. Una quantitat important de la seva radiació és emesa com a llum infraroja; per això, en banda K —en l'infraroig proper—, la seva lluminositat equival a la de 1.430 sols.
La mesura per interferometria del seu diàmetre angular en banda K és de 6,50 ± 0,80 mil·lisegons d'arc. Considerant la distància a la qual s'hi troba, el seu diàmetre real és 68 vegades més gran que el del Sol; aquesta xifra és només aproximada, perquè el seu diàmetre angular a 0,8 μm —en aquest cas la mesura està corregida per l'enfosquiment de limbe— és de 5,64 mil·lisegons d'arc, dada que indica un diàmetre menor de 59 diàmetres solars. D'altra banda, encara que les observacions del satèl·lit Hipparcos suggerien que Rho Ursae Majoris podia ser un estel binari, estudis de interferometria de clapejat d'alta precisió no han revelat la presència d'una companya estel·lar.
Rho Ursae Majoris foma part del corrent d'estels de l'Associació estel·lar de l'Ossa Major», de la qual també formen part, entre unes altres, Alula Borealis (ν Ursae Majoris), 5 Ursae Minoris i 30 Herculis.